# Brian Wilson

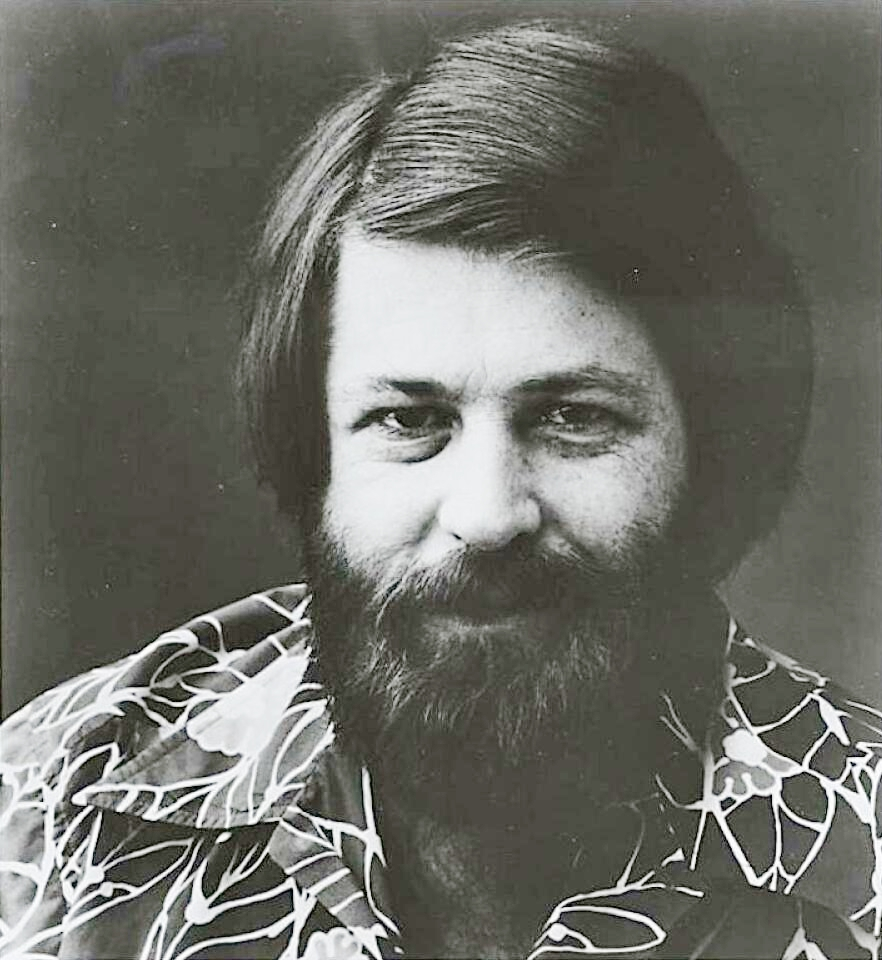
Brian Wilson (1977)

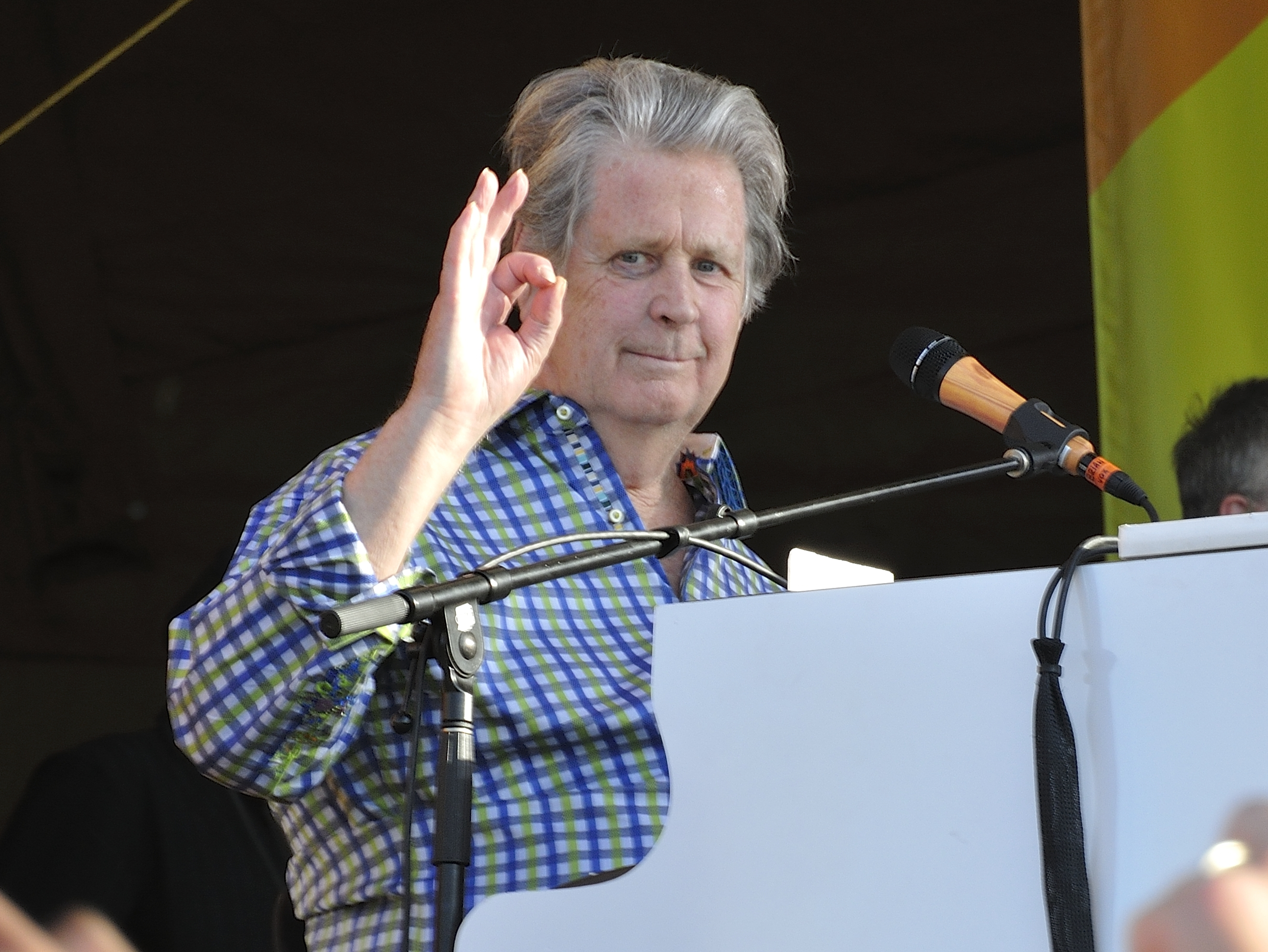
Brian Wilson (2012)

Brian Douglas Wilson (ur. 20 czerwca 1942 w Inglewood, zm. 11 czerwca 2025) – amerykański muzyk, lider, wokalista i basista zespołu The Beach Boys. Był także głównym producentem, kompozytorem i aranżerem grupy. Album Pet Sounds (1966), który skomponował Wilson został uznany za drugi najlepszy w historii przez magazyn „Rolling Stone” (miejsce pierwsze należy do Sgt. Pepper’s Lonely Hearts Club Band (1967) Beatlesów). Ten sam magazyn umieścił go na 12. miejscu listy „100 najwybitniejszych twórców muzyki rozrywkowej”. Utwory artysty zaliczane są m.in. do gatunków muzycznych: surf rock, pop-rock, art pop.

## Życiorys
Urodził się w szpitalu w Inglewood w Kalifornii. Jego rodzicami byli Murry Wilson (1917–1973) i Audree Neva Wilson (z domu Korthof). Był najstarszym z trzech braci. Dennis (1944–1983) i Carl (1946–1998) byli współzałożycielami wraz z Brianem zespołu The Beach Boys w 1961. Mieli korzenie holenderskie, angielskie, niemieckie, irlandzkie i szwedzkie. Kiedy Brian miał dwa lata, rodzina przeprowadziła się do Hawthorne.
Brian Wilson cierpiał na zaburzenia schizoafektywne oraz łagodną formę choroby afektywnej dwubiegunowej od lat 60. Choroba uaktywniła się w czasach największej popularności The Beach Boys, kiedy to artysta zaczął eksperymentować z psychodelikami i miała znaczny wpływ na twórczość grupy. W 1984 zdiagnozowano u niego schizofrenię paranoidalną. Kariera Wilsona była wielokrotnie przerywana przez konieczność leczenia, jednak wciąż pozostawał aktywnym muzykiem i dawał koncerty zarówno solowe, jak i okazjonalnie z zespołem The Beach Boys.
W 1964 ożenił się z Marilyn Rovell, z którą miał dwie córki, Carnie (ur. 29 kwietnia 1968) i Wendy (ur. 16 października 1969). Para rozwiodła się w 1979. W 1986 poznał Melindę Kae Ledbetter (zm. 2024), z którą ożenił się w 1995.

## Dyskografia
Albumy solowe:
- Brian Wilson (1988)
- I Just Wasn’t Made for These Times (1995)
- Orange Crate Art (with Van Dyke Parks) (1995)
- Imagination (1998)
- Live at the Roxy Theatre (2000)
- Pet Sounds Live (2002)
- Gettin’ in Over My Head (2004)
- Smile (2004)
- That Lucky Old Sun (2008)
- Brian Wilson Reimagines Gershwin (2010)